# V2-raket
V2 (Vergeltungswaffe 2, «Gengældelsesvåben 2»), egentlig A4 (Aggregat 4), var et tidligt ballistisk missil udviklet af den tyske hær i løbet af 2. verdenskrig, og brugt mod mål i det sydøstlige England og senere Belgien.
Det var forløberen til alle senere raketter udviklet under Den Kolde Krig,
og teknologien blev senere brugt til at sende mennesker til Månen og rumsonder ud i Solsystemet.
V2 var et langt mere sofistikeret våben end det samtidige V-1 krydsermissil.
Udviklingen af missilet fandt sted ved hærens forskningsstation i Peenemünde og blev ledet af Wernher von Braun, som senere blev rådgiver for USA's rumfartsprogram og direktør for NASA's Marshall Space Flight Center i Alabama.
V-2 raketterne blev ved slutningen af krigen produceret i Nordhausen ved Mittelwerke/Dora-Mittelbau.
Fanger fra koncentrationslejren Dora byggede produktionsanlægget og raketterne/raketmotorerne.
Division z.V. (zur Vergeltung, 'til gengældelse') stod for de operative affyringer under SS-Gruppenführer (generalløjtnant) Hans Kammler. SS Werfer Batterie 500 fra Waffen-SS under kommando af SS Hauptsturmführer Johannes Miesel, var blevet oplært i Dora om raketterne, mens enhederne fra den tyske hær først senere blev uddannet til at affyre V2'erne. Heeres-Artillerie-Abteilung 836 og 953 affyrede V2'er fra Euskirchen-området mod London, Heeres-Artillerie-Abteilung 485 og SS Werfer Batterie 500 affyrede V-2'er fra Kleve-området mod Antwerpen og Remagen.

## V2-rakettens forhistorie
Den første tyske model af en V2-raket blev opsendt den 3. oktober 1942. Færden varede lidt mere end fem minutter, og raketten nåede en højde på omkring 85 km. Forud lå mange års forskning både i hvilket brændstof og hvilket sprængstof, der ville være det bedste.
Allerede i 1927 begyndte tyske rumforskere at studere væskedrevne raketter. I december 1934 blev én af de første raketter med flydende brændstof bestående af alkohol og flydende oxygen præsenteret og affyret med held af tyskeren Wernher von Braun. Den hed A2, hvor A'et stod for Aggregat. Han gjorde meget ud af at forske i ethanol, da det var meget lettere tilgængeligt end olie for Tyskland under 2. verdenskrig. Ethanolen blev udvundet af kartofler. Stabiliteten ved raketterne var dog et problem for Wernher von Braun, så hans forskerteam gik videre med udviklingen af A3 og A4, som i 1944 blev omdøbt til V2.
De nye raketter udviklede sig nu hurtigt til farlige våben. Forskerne opnåede at få raketternes rækkevidde op på 175 km med en last på helt op til et ton sprængstof. De ønskede ikke, at oplysninger skulle slippe ud fra forskningslaboratoriet, som lå nær Berlin, så det flyttede op til Østersøen, hvor der også var bedre plads til prøveflyvninger og lignende.
Den egentlige produktion af V2-raketterne startede i 1943. De Allierede var på dette tidspunkt klar over, at tyskerne havde et meget farligt våben.
Ved prøveflyvninger ved Blizna i Polen fandt polske modstandsfolk nedfaldne raketter, som ikke var detoneret, og de videregav mange stumper til det britiske efterretningsvæsen, som dermed fik en ide om, hvor langt tyskerne var i udviklingen. Briterne fik også oplysningen om, at forskningscenteret lå ved Østersøen, hvorefter de bombede det. Denne bombning forsinkede det tyske projekt meget, da mange af de vigtigste medarbejdere blev dræbt.
Mellem august 1944 og januar 1945 udførte SS-tropper under ledelse af Hans Kammler og Walter Dornberger omfattende test af A-4-missiler (V2-raketter) i Tucholaskoven.

## Tekniske detaljer
V2-raketten var ubemandet, selvstyrende og ballistisk. Ballistisk vil sige, at når raketten har sit ”lift-off”, kører den på egne kræfter, indtil den når en vis højde, hvorefter motoren stopper, fordi der ikke er mere brændstof tilbage. Raketten går så i en parabelbane kun styret af tyngdekraften.
V2-raketten blev drevet af en blanding af vand (25%) og alkohol (75%) sammen med flydende oxygen. Pumperne, der førte brændstof og ilt til forbrændingskammeret, var drevet af dampturbiner. Dampen kom fra 80% hydrogenperoxid (brintoverilte) med natriumpermanganat som katalysator. Containerne, som indeholdt brændstoffet, var fremstillet af aluminium, der var meget dyrt.
For at få forbrændingen i gang behøvedes ikke nogen gnist fra f.eks. et tændrør. Det skyldtes, at når alkohol og flydende oxygen kom i kontakt med hinanden, antændte denne blanding sig selv. Sammenblandingen skete inde i forbrændingskammeret. I forbrændingskammeret nåedes hurtigt en temperatur på 2.500-2.700 grader Celsius. Alkoholen blev ledt uden på forbrændingskammeret, inden indsprøjtningen til forbrændingsmotoren, hvilket medvirkede til at afkøle forbrændingskammeret. Samtidig blev brændstoffet varmet op, så det havde nemt ved at brænde, når det kom ind i motoren. Alkoholen blev pumpet ind gennem 1.224 dyser, som hele tiden sikrede, at der var den rette blanding af alkohol og oxygen.
Motoren udviklede op til 25 ton trykkraft og kunne bringe raketten op i en højde af ca 90 km. Rækkevidden var ca. 350 km og den maksimale hastighed ved nedslaget var ca 3500 km/h, svarende til knap 1 km/s.
Den samlede vægt på affyringstidspunktet var 12,7 ton, hvoraf sprænghovedet vejede ca. 1 ton.
V2-raketten blev styret af et inerti-navigationssystem, som kunne styre fire udvendige og fire indvendige ror lavet af grafit. Inde i V2-raketten sad et gyroskop. Senere blev V2-raketten styret ved hjælp af radiosignaler fra jorden.

## Produktion
V2 blev produceret i underjordiske produktionsanlæg (Mittelbau) i Kohnsten-bjerget nær byen Nordhausen i den sydlige del af Harzen. Produktionen blev overvejende varetaget af tvangsarbejdere og KZ-fanger fra den nærliggende Dora-Mittelbau koncentrationslejr. I alt var ca. 60.000 KZ-fanger beskæftiget i Mittelbau, hvoraf ca. 25.000 døde.
Der blev produceret ca. 4,500 V2 raketter mellem august 1944 og marts 1945.

## Præcision
Problemet med de tyske V2-raketter var, at deres præcision var meget ringe. Vi kan bruge begrebet circular error probability, forkortet CEP. På dansk betyder det den omkreds, som raketten vil ramme indenfor i mindst 50 % af tilfældene. V2-raketten havde et CEP-tal på 17, hvilket vil sige, at raketten i 50 % af tilfældene ville ramme sit mål inden for en afstand af 17 km. Dermed kunne tyskerne ikke bruge raketten til at ramme specifikke bygninger som våbenfabrikker, men derimod var den god til at ramme større byer som London og Antwerpen. Helt nye og moderne missiler kan have en rækkevidde på op mod 10.000 km og en præcision på 100 meter.